# 早乙女選手、ひたかくす
『早乙女選手、ひたかくす』（さおとめせんしゅ、ひたかくす）は、水口尚樹による日本の漫画。『週刊ビッグコミックスピリッツ』（小学館）にて、2016年39号から2019年47号まで連載された。
高校のボクシング部に所属する女子ボクサー・早乙女八重が、同じくボクシング部に所属する少年・月島サトルと共に恋と部活に励む様子を描いたラブコメディ作品。公式サイトや単行本の帯などで多用されるキーワードは「バッキバキの腹筋女子」と「ドッキドキの初恋」。

## あらすじ
梅咲高校のボクシング部に所属する少女・早乙女八重は、前年度の高校女子ボクシング関東大会のフェザー級チャンピオン。そんな彼女は二連覇を賭けた大会の決勝を前に同じくボクシング部に所属する少年・月島サトルに告白をするも、「ボクシングに専念してほしい」「ボクでは釣り合わない」として振られてしまう。しかしそれがきっかけで八重が不調をきたしてしまったため、事情を知った監督の塩谷が「表向きは選手とトレーナーとして付き合いながら、隠れて恋人関係となる」ことを2人に提案する。八重のことを憎からず思っていたサトルはその提案を受け入れ、交際が始まる。
八重が関東大会を制し、サトルもトレーナーとしての才能を見せる中、インターハイへと出場した八重は決勝で前年度の高校女子フェザー級王者・佐津川ミヅキと対戦する。ミヅキから「お前は男ができて弱くなった」と言われた八重だったが、セコンドのサトルのアドバイスもあって勝利を収める。その後八重は2020年東京オリンピック出場を目指して邁進していき、一方サトルもアマチュアのセコンド資格の取得を決意し、オリンピック出場を2人の夢として掲げていく。
そうして周囲に隠しながら交際を続けていた2人だったが、1枚の写真がきっかけで「八重には交際相手が居る」という噂が学内に流れ出す。噂の影響で部活動自粛を余儀なくされた八重をよそに、サトルは公式戦初勝利を賭けた試合を迎える。サトルはその試合で対戦相手の才能と努力に打ちのめされるが、八重への想いで踏みとどまり遂に初勝利を収める。試合の解説を任されていた八重は感極まってサトルの元へと駆け寄ると同時に、サトルとの交際を周囲に宣言する。
時は流れて2020年。東京オリンピックボクシング女子フェザー級の試合会場には、「YAE TSUKISHIMA」のアナウンスと共にリングへと向かう八重とサトルの姿があった。

## 登場人物

### 梅咲高校 ボクシング部
早乙女 八重（さおとめ やえ）
本作の主人公でヒロイン。梅咲高校のボクシング部に所属する女子ボクサーで、前年度の関東大会女子フェザー級チャンピオン。スポーツのみならず学業の成績も優秀で、外見も容姿端麗と評されている。しかし基本的に仏頂面なため、クールビューティーと言われることもあれば、睨んでいるようで怖いと言われることもある。高校から始めたボクシングではその身体能力の高さを発揮し、作中での負け試合は前年度のインターハイで対戦した佐津川ミヅキ戦のみ（スパーリングでは2度）。異性交遊はほとんど経験がないが、意外と積極的。語尾が「～ッス」になるのが癖。
月島 サトル（つきしま サトル）
本作のもう1人の主人公。嵐山中出身。階級はライトフライ級。ボクシングのことは大好きだが運動神経に恵まれず、選手としては公式戦全敗中。しかしトレーナーとしての能力は監督の塩谷からも認められている。幼少期は京都に住んでいたため関西弁で喋るのが特徴。鼻には初めての試合で負った傷跡が残っており、それを隠すため常にガーゼとテープで覆っている。
紺野 美都（こんの みと）
サトルのクラスメイト。八重とサトルの関係に勘付き、奥手な2人を様々な方法でからかう。その一環としてボクシング部のマネージャーになった。いたずら好きではあるが2人の関係をバラすようなことはせず、その仲を応援している。料理などもこなし、八重とミヅキを自宅に招いた際は客人扱いするなどしっかりした一面もある。後述の理事長や市長とは折り合いが悪いらしく、自宅も超高層タワーマンションに両親不在の中、犬と暮らしている。
塩谷（しおや）
八重やサトルが所属するボクシング部の女性監督。選手とトレーナーという表向きを作り、2人が付き合うことを勧めた。後にサトルをマネージャーにしたのは名采配だったと言っている。
布木 麟太郎（ふき りんたろう）
3年。当初は八重に注目する人々に対して少々の嫌悪感を示していたものの、すぐに良き先輩になる。途中からはテンション高めでボケ担当ポジション。サトルの京都時代の先輩・若乃真帆に好意を抱いている。
国友 悠馬（くにとも ゆうま）
3年。布木とは対照的にどちらかというと冷静なタイプ。落ち着いてツッコミを入れたり真帆に夢中になる布木をコントロールするなど面倒見がいい。

### 学校関係者
紺野理事長
梅咲高校の理事長。美都の大叔父にあたる。八重の活躍に便乗して自分の宣伝に必死になる行動が多く、また八重とサトルの関係を疑うものの気付きはしないため、ボクシング部の面々からは呆れられている。美都に対してはあまりいい印象を持っておらず、八重の近くに居ることを快く思っていない。
紺野市長
梅咲市市長。理事長の姉で美都の祖母にあたる。理事長と同様に美都の事は快く思っておらず、美都も市長が現れるとその場を去るなど関係は悪い。八重の活躍に便乗する辺りも理事長と同じで、特に八重の交際に関しては厳しく観察している。
阿久比 紗和子（あぐい さわこ）
八重のクラスメイト。特進クラスであるが故に周りから地味だネクラだと決めつけられ、浮ついたことに興味を持ってはいけないのか、勉強以外は出来てはいけないのかとかなりのコンプレックスを抱いている。史跡散策が趣味。
文化祭がきっかけで八重と交流を持つようになり、後述のアキ・睦美・ゆかり共々試合の応援やお泊り会などで仲を深めていく。八重が恋人の存在を隠していたことには強いショックを受けていたが、正式に紹介されてからはわだかまりは無い様子を見せた。
篠田 アキ（しのだ アキ）
八重のクラスメイト。メガネがトレードマークで趣味は深夜ラジオ。
内田 睦美（うちだ むつみ）
八重のクラスメイト。黒髪のポニーテールがトレードマークで趣味は猫カフェ。
猪本 ゆかり（いのもと ゆかり）
八重のクラスメイト。金髪の二つくくりがトレードマークで実家は和風建築の豪邸であり、お泊り会はいつもここで行われる。趣味は読書。

### その他のボクサー
佐津川 ミヅキ（さつかわ ミヅキ）
栄女子学園3年。前年度の高校女子フェザー級王者。中学時代は空手に取り組んでおり、Jrチャンピオンになるほどの腕前だった。空手選手時代に大会の決勝で倒した相手が彼氏に泣きすがる姿を見て「恋愛はアスリートをダメにする」という考えを持つようになり、同年代がおしゃれや恋愛に夢中になっているもずっと練習に励んできた。インターハイ決勝では空手由来の縦拳などを駆使して八重を追い詰めるが、カウンターを受けて敗北。以降は恋愛に対する考えを改め、八重を始め美都や真帆とも交友関係を持つようになる。長い間異性交遊に対して嫌悪感を抱いていたため、その反動で免疫がまったくない。
美少女であるが、男勝りで攻撃的な性格のため、近寄りがたい風貌をしている。その一方で「ミルキー」という可愛らしいニックネームをつけられている。
若乃 真帆（わかの まほ）
前年度大学女子ボクシングフェザー級王者。西院高校出身。綺麗な外見や優しい物腰に反してゴリゴリのインファイター。京都時代のサトルの先輩で、サトルにボクシングを教えた人物。
幼少期に父親を亡くし、以降は伯父の経営するジムに住んでいる。そこでボクシングに触れると同時に、「境遇による身内贔屓で大会に選出されたと思われたくない」「自分が弱いと大好きだった父の名を汚してしまう」という思いから練習に励み、高校3年生まで負けなしの強さを発揮する。非常に面倒見が良く、初登場時はサトルとの距離感も近く八重をヤキモキさせる。花見籠目は最大のライバルであると同時に憧れの先輩であり、彼女が引退してからは階級を落としてライトフライ級に転向した。
花見 籠目（はなみ かごめ）
警視庁に所属する巡査長。白バイ隊員で成績もトップクラスであり、アマチュア女子フェザー級最強の7冠王者。オリンピック代表選考合宿ではスパーリングを希望した八重・ミヅキ・真帆を全て同じ場所に傷が残る右フックで圧倒する。八重のポテンシャルを認めており、世界を目指すならと自身のジムに誘うなどの描写がある。物語終盤では現役を引退し、代表チームのコーチとなっている。
花見 鹿の子（はなみ かのこ）
花見籠目の妹でサトルの京都時代の後輩。当時からサトルに想いを寄せており、高校もサトルが居るからという理由で梅咲を選択する。籠目には素質を認められており、梅咲在学中に全日本優勝を果たした。
須藤 恵梨香 (すどう えりか)
関東女子ボクシング大会の決勝戦で八重に敗れた選手。 注目選手である八重をライバル視し、試合前から幾度となく八重を挑発するが、試合では一撃でK.O.された。東都国際大会での合宿にも参加していたが、挨拶しても八重からは存在を忘れられており、屈辱を味わう。

### その他の登場人物
八重の母
名前は不明。八重と啓太の3人暮らし。3人とも全く同じ目つきをしているのは母親譲りだが、母だけは愛想がいい。八重が試合のたびに怪我をしないか心配し、勝利した際には涙ぐんで喜んでいる。
早乙女 啓太（さおとめ けいた）
北梅咲小学校5年2組。新聞部と昆虫研究会に所属。八重とそっくりな顔つきのため、美都に連れ去られたりサトルに八重と間違われたりする。ゲーム好きで常に携帯ゲームを手にしている。新聞部編集長の砂原から好意を寄せられているが、対応に困っている。
関口 タモツ（せきぐち タモツ）
啓太のクラスメイト。啓太とは普段の遊びから夏休みの宿題も一緒にするなど仲の良さがうかがえる。新聞の虫のコーナーを啓太と兼任している。
砂原（すなはら）
啓太のクラスメイトの少女。学級新聞「なかよし新聞」の編集長。啓太と関口からは「編集長」「砂原編集長」と呼ばれている。いつもリボンを付けているのがトレードマーク。啓太に恋心を寄せているが、素直になれないでいる。八重にインタビューした際は大人顔負けの内容で、恋愛関係もグイグイ切り込むなど大人びた面もある。なにか不機嫌になると、新聞紙面上で連載している啓太と関口の虫のコーナーを小さくしたり、無くそうとするなど激情的な一面も。

## 書誌情報
- 水口尚樹 『早乙女選手、ひたかくす』 小学館〈ビッグコミックス〉、全10巻
  1. 2016年12月17日発行（2016年12月12日発売[6]）、ISBN 978-4-09-189275-1
  2. 2017年4月17日発行（2017年4月12日発売[7]）、ISBN 978-4-09-189428-1
  3. 2017年8月15日発行（2017年8月10日発売[8]）、ISBN 978-4-09-189617-9
  4. 2017年11月15日発行（2017年11月10日発売[9]）、ISBN 978-4-09-189683-4
  5. 2018年3月17日発行（2018年3月12日発売[10]）、ISBN 978-4-09-189809-8
  6. 2018年6月17日発行（2018年6月12日発売[11]）、ISBN 978-4-09-189884-5
  7. 2018年11月17日発行（2018年11月12日発売[12]）、ISBN 978-4-09-860129-5
  8. 2019年4月17日発行（2019年4月12日発売[13]）、ISBN 978-4-09-860294-0
  9. 2019年7月17日発行（2019年7月12日発売[14]）、ISBN 978-4-09-860331-2
  10. 2019年11月17日発行（2019年11月12日発売[15]）、ISBN 978-4-09-860480-7